# Корнуэллс (остров)
Корнуэллс (иногда называют Михайлов) (англ. Cornwallis Island) — остров длиной 2,5 километра, который находится на 13 километров северо-восточнее острова Мордвинова (Элефант) и входит в группу Южных Шетландских островов. Название Корнуэллс остров получил в 1821 году и на данный момент оно закрепилось как международное.
Остров расположен 61°04′ ю. ш. 54°28′ з. д..